# Néphaz
La Néphaz est une rivière française qui coule dans les départements de la Savoie et de la Haute-Savoie, en région Auvergne-Rhône-Alpes. C'est un affluent du Chéran en rive gauche, donc un sous-affluent du Rhône par le Fier.

## Géographie
Sa longueur est de 10,9 km.
La Néphaz prend sa source sur le territoire de Cessens, en Savoie. Le cours d'eau s'oriente d'emblée vers le nord, direction qu'il maintient tout au long de son parcours. Il rejoint le Chéran à Rumilly, en Haute-Savoie.

### Communes traversées
La Néphaz traverse successivement, d'amont en aval, les communes suivantes :
- département de la Savoie : Cessens
- département de la Haute-Savoie : Massingy, Moye et Rumilly.

## Hydrologie

### La Néphaz à Rumilly
Le débit de la Néphaz a été observé durant une période de 15 ans (1994-2008), à Rumilly, ville située au niveau de son confluent avec le Chéran. La surface ainsi étudiée est de 31 km2, soit la totalité du bassin versant du cours d'eau.
Le module de la rivière à Rumilly est de 0,476 m3/s.
La Néphaz présente des fluctuations saisonnières de débit assez marquées. Les hautes eaux se déroulent en hiver et au début du printemps, et se caractérisent par des débits mensuels moyens allant de 0,583 à 0,797 m3/s, de décembre à avril inclus (avec un maximum en janvier-février-mars). À partir du mois de mai, le débit diminue rapidement jusqu'aux basses eaux d'été qui ont lieu de la fin-juin à début-octobre, entraînant une  baisse du débit mensuel moyen jusqu'au plancher de 0,155 m3/s au mois d'août. Mais ces moyennes mensuelles cachent des fluctuations plus prononcées sur de courtes périodes ou selon les années.

### Étiage ou basses eaux
Aux étiages, le VCN3 peut chuter jusque 0,032 m3/s en cas de période quinquennale sèche, soit 32 litres par seconde, ce qui est alors relativement sévère.

### Crues
Les crues peuvent être très importantes, compte tenu de la petitesse de la rivière et de l'exigüité de son bassin versant (seulement 31 km2). Les QIX 2 et QIX 5 valent respectivement 13 et 20 m3/s. Le QIX 10 est de 24 m3/s, le QIX 20 de 29 m3/s, tandis que le QIX 50 n'a pas encore été calculé.
Le débit instantané maximal enregistré à Rumilly a été de 26,7 m3/s le 9 février 1999  tandis que la valeur journalière maximale était de 8,63 m3/s le 30 novembre 1996. Une telle crue, au débit situé entre le QIX 10 et le QIX 20, est en toute probabilité appelée à se reproduire assez fréquemment.

### Lame d'eau et débit spécifique
La Néphaz est une rivière abondante. La lame d'eau écoulée dans son bassin versant est de 486 millimètres par an, ce qui est nettement supérieur à la moyenne d'ensemble de la France (plus ou moins 320 millimètres par an). C'est cependant largement inférieur à la moyenne des bassins du Rhône (557 millimètres par an à Beaucaire) et surtout du Fier (964 millimètres par an). Le débit spécifique (ou Qsp) atteint le chiffre robuste de 15,4 litres par seconde et par kilomètre carré de bassin.